# Фесюнов, Станислав Иванович
Станислав Иванович Фесюнов (28 мая 1934, Харьков — 16 апреля 2014) — советский и российский актёр кино.

## Биография
С. И. Фесюнов родился 28 мая 1934 года в городе Харькове.
В 1954 году поступил во ВГИК (курс Сергея Герасимова и Тамары Макаровой), по окончании которого (в 1958 году) был принят в штат киностудии «Ленфильм» и театра-студии киноактёра, где оставался вплоть до его расформирования в 1998 году.
Свою первую роль в кино сыграл ещё будучи студентом. Это был научно-популярный фильме «Эпидемический гепатит», где его партнёрами на площадке были Олег Басилашвили и Татьяна Доронина.
Похоронен в Санкт-Петербурге, на Смоленском православном кладбище.

## Фильмография
- 1954 — Надежда (короткометражный) — комсомолец
- 1960 — Человек с будущим — Сергей Багреев, горный инженер
- 1961 — Самые первые — Виктор
- 1962 — Завтрашние заботы — старпом
- 1963 — Всё остаётся людям — эпизод
- 1963 — День счастья — эпизод
- 1963 — Крепостная актриса — гусар
- 1964 — Зайчик — Лидин, актёр
- 1964 — Сколько лет, сколько зим! — комиссар
- 1965 — Музыканты одного полка — капитан контрразведки
- 1965 — На одной планете — Макоп
- 1965 — Третья молодость (СССР/Франция) — эпизод
- 1966 — Иду искать — лётчик
- 1966 — Начальник Чукотки — чекист
- 1967 — Женя, Женечка и «катюша» — лейтенант
- 1967 — Зелёная карета — актёр
- 1968 — Снегурочка — эпизод
- 1968 — Сыны Отечества — Ганс, узник концлагеря
- 1969 — Белый флюгер — убитый моряк
- 1969 — Тройная проверка — Синицын
- 1970 — Крушение империи — есаул
- 1970 — Салют, Мария! — эпизод
- 1970 — Угол падения — Родзянко
- 1971 — Горячие тропы — Алексей Гусаров
- 1971 — Ночь на 14-й параллели — эпизод
- 1971 — Проверка на дорогах — эпизод
- 1971 — Рудобельская республика — казачий полковник
- 1973 — Горя бояться — счастья не видать — гость в трактире старого Пантелея (ТВ)
- 1974 — Верный друг Санчо — Прокопенко, дипломат
- 1973 — Блокада. Часть 1. Фильм 1-й: «Лужский рубеж»; Фильм 2-й: «Пулковский меридиан» — Федюнинский
- 1974 — Рождённая революцией. Серия 1. «Трудная осень»; Серия 3. «В огне» — Сеня Милый
- 1975 — Время-не-ждёт (ТВ) — золотоискатель на Аляске
- 1975 — Доверие — комиссар
- 1975 — Звезда пленительного счастья — эпизод
- 1976 — Длинное, длинное дело… — эпизод
- 1977 — Знак вечности — пограничник
- 1977 — Блокада. Часть 2. Фильм 1-й: «Ленинградский метроном»; Фильм 2-й: «Операция „Искра“» — Федюнинский
- 1978 — Уходя — уходи — лётчик, в подъезде с женой наблюдают за примеркой сапога («В подъёме маловат!»)
- 1979 — Вторая весна — колхозник
- 1980 — Крик гагары — генерал
- 1982 — Государственная граница. Фильм 3. Восточный рубеж
- 1983 — Бастион — Демьянов
- 1984 — Челюскинцы — Ибрагим Факидов, инженер-физик
- 1985 — Вот моя деревня… — начальник
- 1987 — Николай Подвойский — эпизод
- 1990 — Духов день — государственный человек
- 1990 — Шаги императора — придворный
- 1992 — Третий дубль (ТВ) — милиционер (в титрах указан как — В. Фесюнов)
- 2005 — Мастер и Маргарита (серия 9) — швейцар магазина Торгсин

#### Озвучивание
- 1960 — В дождь и в солнце — Андрей (дублирует — Яануса Оргуласа)
- 1965 — У каждого своя дорога — Нур (дублирует — Турсуна Темиркулова)
- 1971 — Дикий капитан (дублирует — Виллема Индриксона)
- 1972 — Слуги дьявола на чёртовой мельнице — Салдерн (дублирует — Эдгара Зиле)
- 1980 — Лесные фиалки (дублирует — Рудольф Аллаберта)
- 1981 — Чертёнок (дублирует — Аарне-Мати Юкскюла)